# Résidence Clarté
 (juin 2019).
Si vous disposez d'ouvrages ou d'articles de référence ou si vous connaissez des sites web de qualité traitant du thème abordé ici, merci de compléter l'article en donnant les références utiles à sa vérifiabilité et en les liant à la section « Notes et références ».
La résidence Clarté est un immeuble moderniste à Ixelles, en région bruxelloise, en Belgique. L'édifice est constitué d'appartements privés. 

## Contexte
L’immeuble se trouve sur une parcelle d’angle, au croisement de l’avenue Armand Huysmans et de l’avenue Guillaume Gilbert. L’avenue Huysmans a été créée en 1934 et a connu trois appellations différentes en l’espace de trois ans. Elle a d’abord été nommée avenue Alphonse Daudet, du 17 mai au 5 octobre 1934, puis avenue des Latins pour finalement devenir l'avenue Armand Huysmans,  après le décès de ce dernier en octobre 1935, alors qu’il exerçait la fonction de bourgmestre au sein de la commune d’Ixelles.
L’immeuble est en retrait du terrain et s’aligne avec les mitoyens. Sur le devant, on trouve un petit jardin clôturé composé d’une pierre de haut et surmonté d’une grille de couleur marron d’environ quarante centimètres de haut.
Le bâtiment compte quatre niveaux et un sous-sol. Au sous-sol se trouvent quatre garages et un logement auquel on accède par un escalier sur l’avenue Guillaume Gilbert. Les étages supérieurs comportent chacun deux appartements. Le bâtiment se termine par une toiture plate avec une corniche et se décline sur trois façades.

## Description de la façade
Un avancement de la façade est appliqué sur les trois niveaux supérieurs. Il commence à la moitié de la façade donnant sur l’avenue Guillaume-Gilbert et va jusqu’aux quatre cinquièmes de la façade donnant sur l’avenue Armand Huysmans. 
Les appartements des trois niveaux supérieurs possèdent chacun une loggia d’un mètre trente de profondeurs. Ces loggias, sont situées sur la façade donnant sur l’avenue Armand Huysmans et sur la façade formant l’angle.
Autrefois les garde-corps de couleur blanche étaient composés de la même manière que la grille clôturant le jardin ; cet élément est aujourd’hui remplacé par un garde-corps composé de lames verticales métalliques.
L’entrée du bâtiment est sur l’avenue Armand Huysmans, au numéro 172.
On y accède par une passerelle, bordée de garde-corps formés par quatre barres horizontales de couleur marron surplombant les descentes de garage. Suivie par une série de quatre marches on accède à l’entrée en retrait de la façade. La double porte de l’époque est faite d’un châssis aluminium de couleur gris clair et entièrement vitrée.
Autrefois un auvent métallique ajouré venait couvrir les quatre marches de la passerelle.
Les entrées de garage au nombre de quatre se situent côté avenue Armand Huysmans, trois sont situées à gauche de l’entrée et une se trouve à droite de l’entrée. Autrefois des grilles similaires à celle du jardinet en clôturaient l’accès.
La structure poteaux-poutre est laissée volontairement apparente en façade, divisant celle-ci en cinq travées sur l’avenue Armand Huysmans, en quatre travées sur la façade d’angle et en deux travées sur l’avenue Guillaume Gilbert. Les dalles de niveaux sont elles recouvertes de carreaux de terre cuite émaillés.
La partie en avancement sur la façade est composée de châssis à bascule en aluminium de couleur gris clair occupant la largeur de la travée, et d’une allège vitrée. Les loggias comportent deux doubles portes en aluminium, de couleur gris clair, dont la partie supérieure, vitrée, est fixe. L'appartement du sous-sol et ceux du premier étage ainsi que les travées aux extrémités du bâtiment sont composés d’une allège recouverte de carreaux en terre cuite émaillée et d’un châssis avec un ouvrant à bascule en aluminium de couleur gris clair.

### Galerie d'images

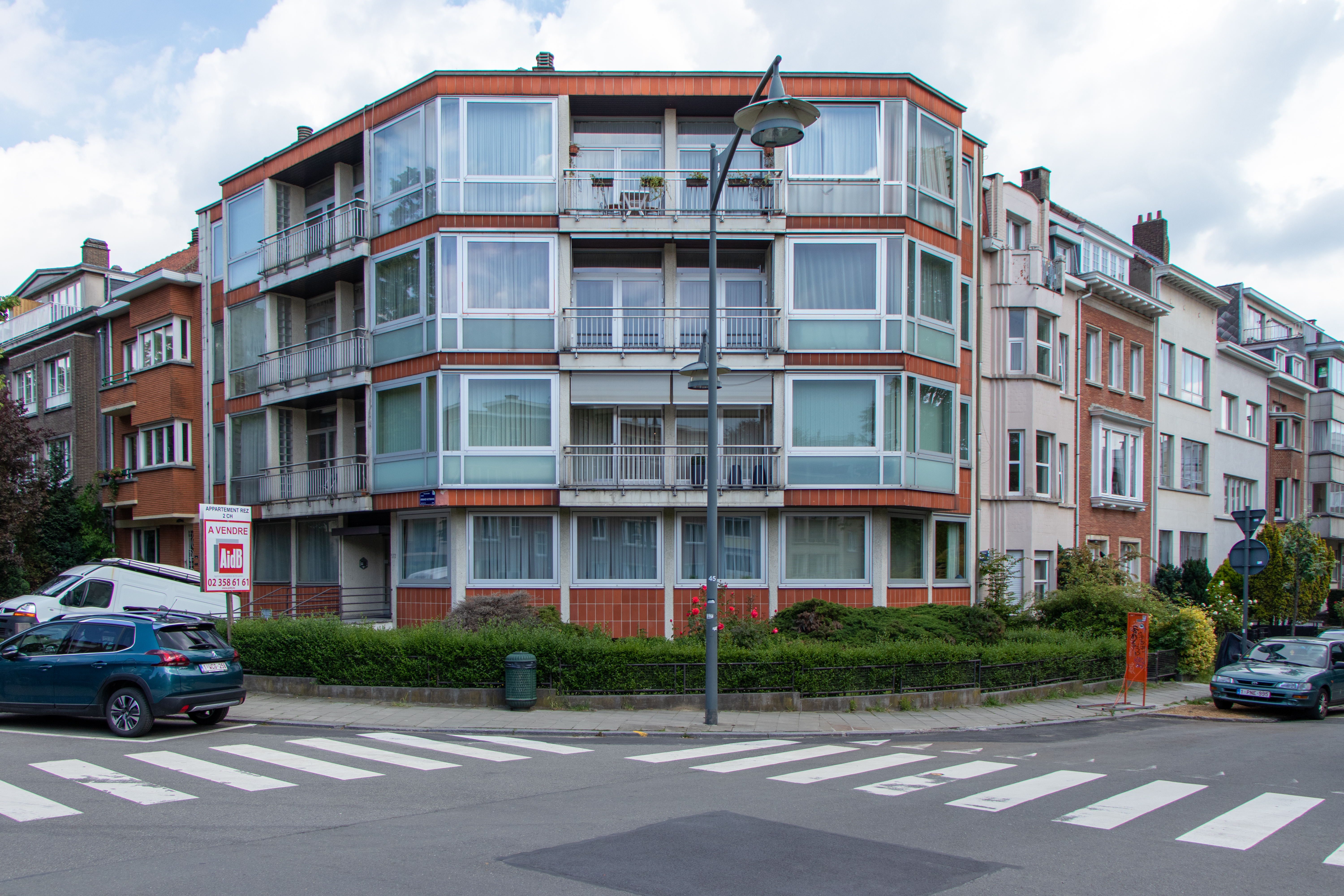
Façade angle résidence
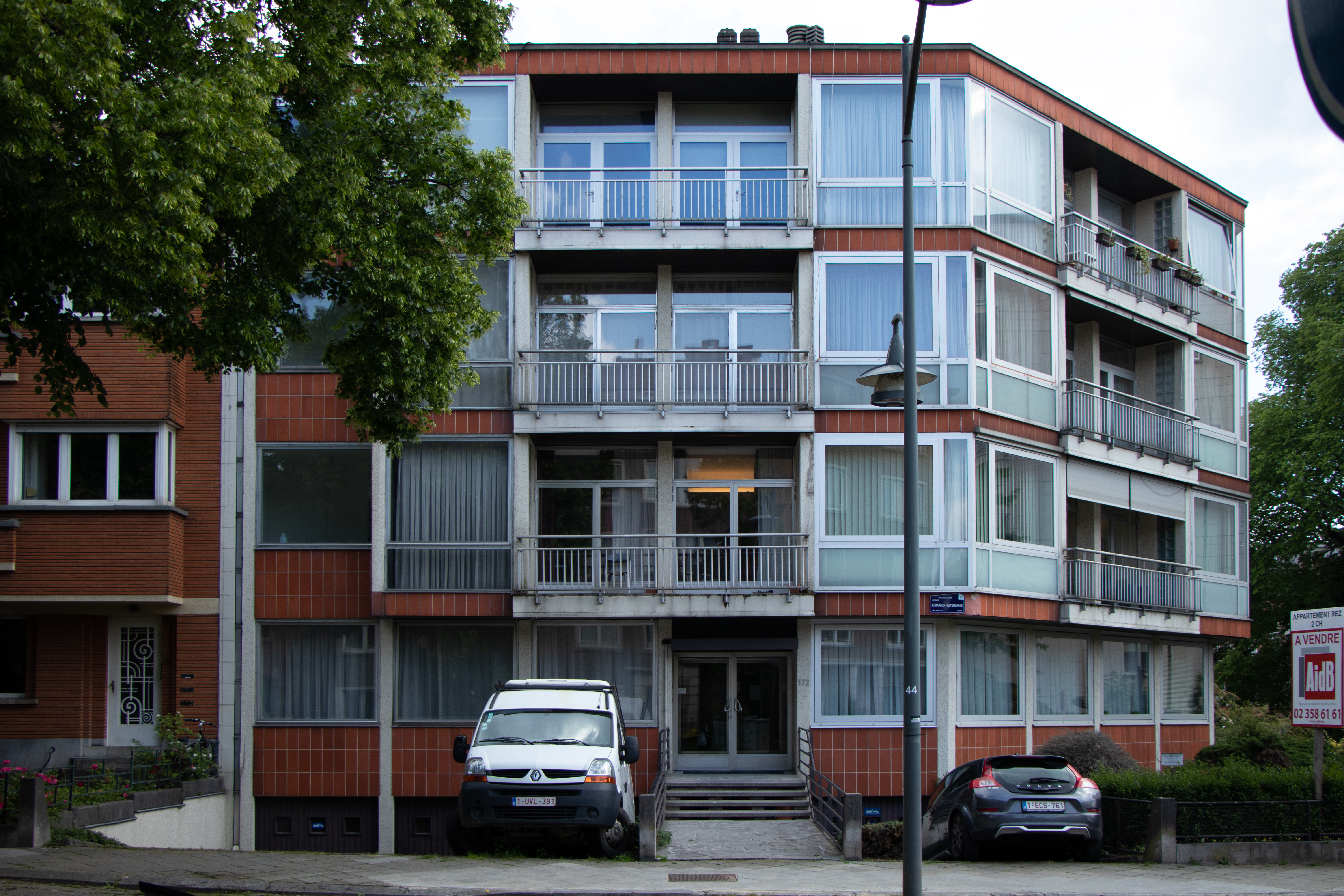
Façade côté avenue Armand Huysmans
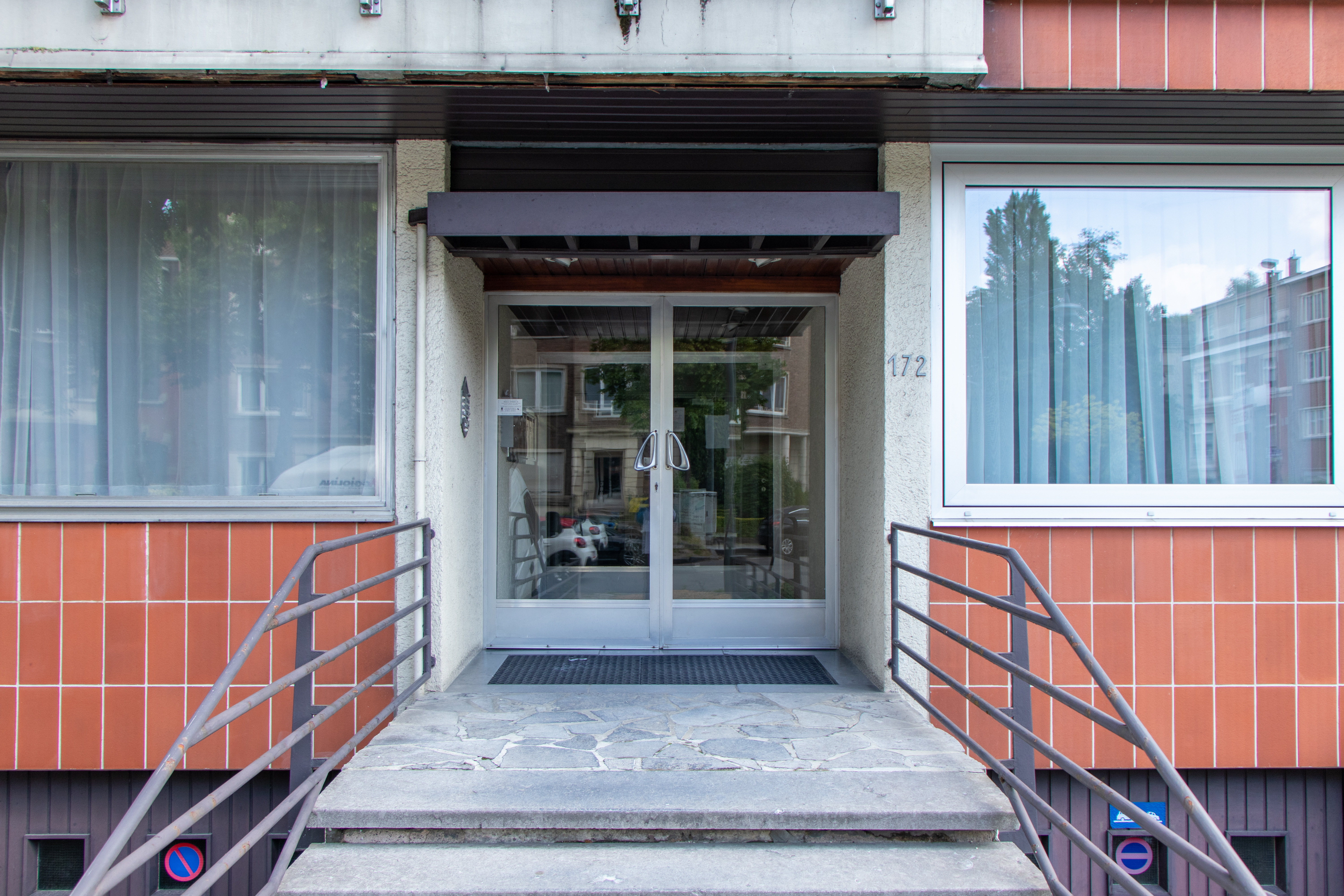
Entrée résidence
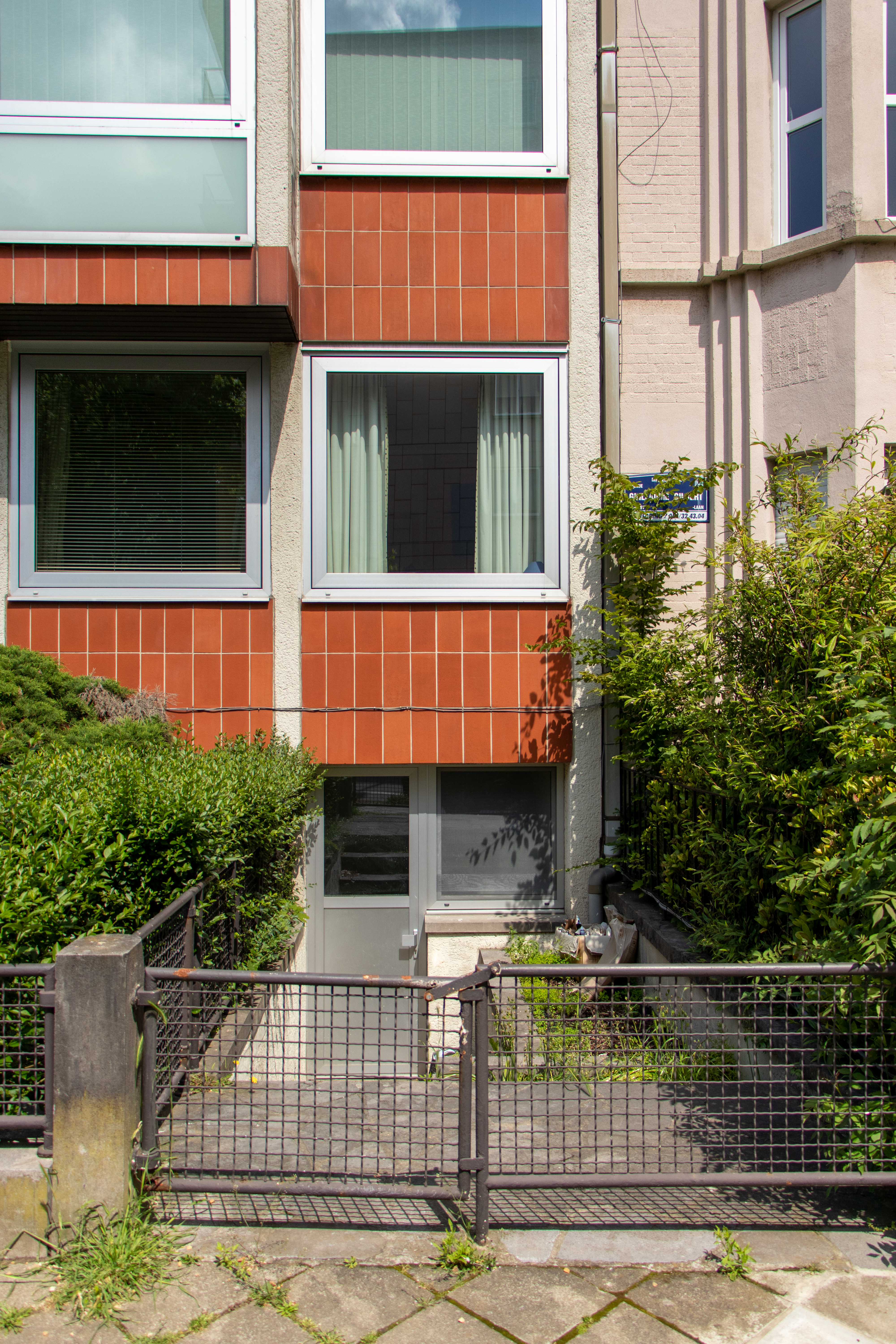
Entrée logement sous-sol
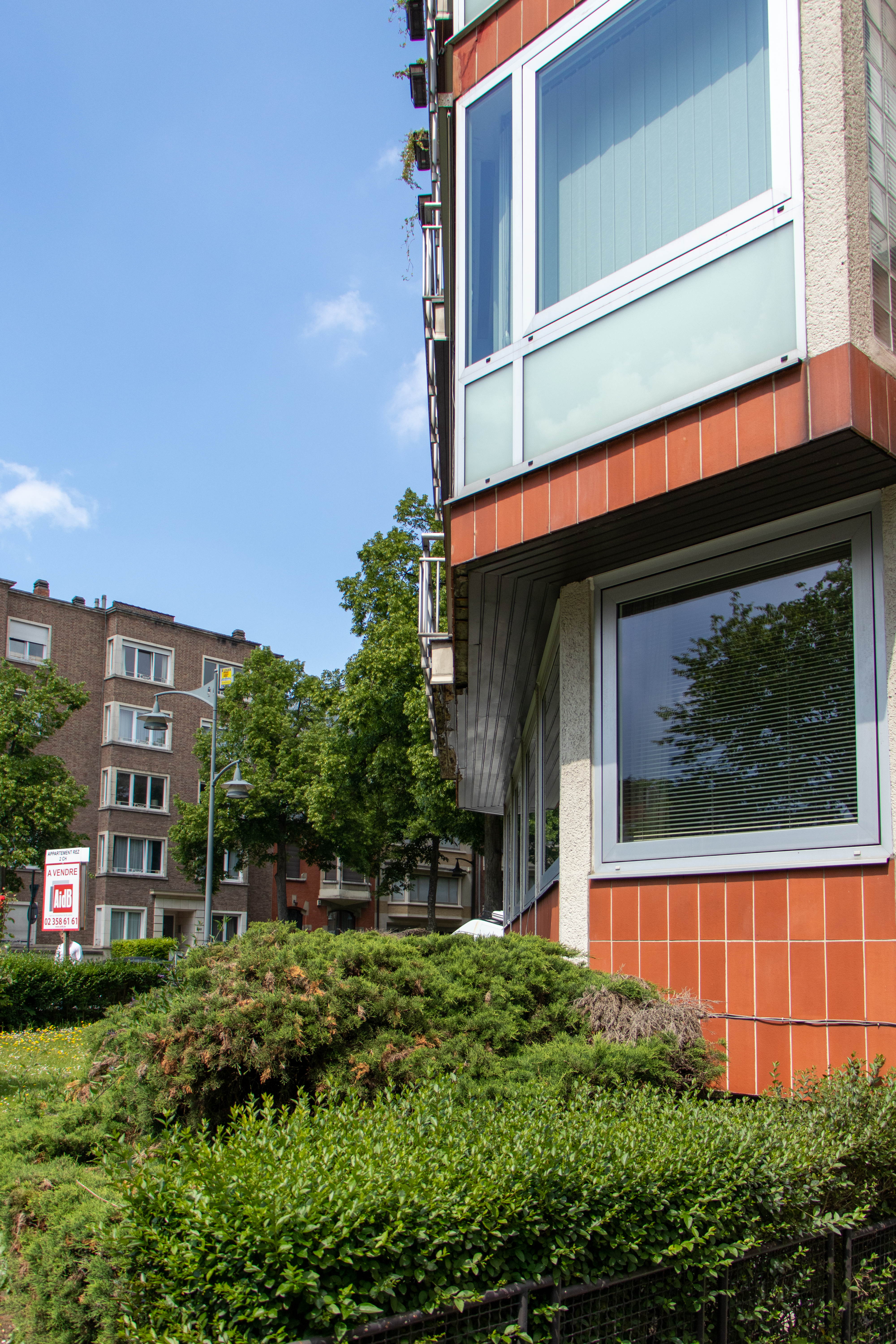
Détail avancé façade